# Меуши, Булос Бутрос
Булос Бутрос Меуши (1 апреля 1894, Джезин, Османская империя — 11 января 1975, Бейрут, Ливан) — первый ливанский кардинал и маронитский патриарх. Епископ Тира с 29 апреля 1934 по 25 мая 1955. Маронитский Патриарх Антиохии с 25 мая 1955 по 11 января 1975. Кардинал-патриарх с 22 февраля 1965. Официальный титул: Его Блаженство семьдесят четвёртый Патриарх Антиохии и Всего Леванта. Первый кардинал-маронит.
Был рукоположен в маронитские священники в Риме 7 декабря 1917 г., служил секретарём маронитского епископа Тиро-Сидонского. В 1920 г. прибыл в США в ранге представителя епископа Тиро-Сидонского. Прожил в США вплоть до 1934 года, окормляя маронитские приходы Индианы, Коннектикута и Калифорнии.
Участвовал в работе I, II и III сессий Второго Ватиканского собора. На соборе он выступил в защиту права патриархов препятствовать эмиграции христиан с Ближнего Востока.
Был президентом Ассамблеи католических патриархов и епископов Ливана с 1970 года до своей смерти.